# Byggutmaningen
Byggutmaningen var en utmaning 1991 från dåvarande bostadsministern Ulf Lönnqvist till byggbranschen att åstadkomma bra bostadsområden till låga priser. Vissa regler inom byggandet skulle kunna frångås så länge tillgänglighet, säkerhet, god inomhusmiljö och trevnad tillgodosågs. Tävlingen genomfördes på regeringens uppdrag av Boverket. Ett av de inlämnade förslagen byggdes, kvarteret Solen i stadsdelen Jakobsgårdarna i Borlänge. Detta projekt resulterade senare i en vidareutveckling till bostadskonceptet Bo Klok.